# Oscar Pupo
Oscar Pupo Cortina, noto anche come Oscar Pupo e Oscar Cortina (Sagua de Tánamo, 1966), è un ex atleta paralimpico cubano.

## Biografia
Colpito da retinite pigmentosa, malattia che porta alla cecità totale, Oscar Pupo ha perso definitivamente la vista a vent'anni ed ha trovato nello sport la possibilità di uscire da una vita chiusa e introversa.
Ha iniziato a gareggiare nel 1984, a livello cittadino. Per quindici anni ha partecipato a tutte le manifestazioni sportive nazionali e ad alcune altre, come i Giochi latinoamericani e i parapanamericani per disabili visivi dell'IBSA.
Ha esordito ai Giochi di Barcellona 1992, vincendo la medaglia d'oro negli 800 metri piani e l'argento nei 400; quattro anni dopo, presente ai Giochi di Atlanta, competendo nelle stesse distanze, non ha raggiunto la finale, ma il sesto posto in entrambe le gare.
Si è ritirato dall'agonismo internazionale nel 1999. Molto noto nella provincia di Holguín, alla quale appartiene il suo paese di nascita Sagua de Tánamo, ha ricevuto molti riconoscimenti per il suo apporto alla fama di Holguín.

## Palmarès
| Anno | Manifestazione     | Sede       | Evento          | Risultato  | Prestazione | Note |
| ---- | ------------------ | ---------- | --------------- | ---------- | ----------- | ---- |
| 1992 | Giochi paralimpici | Barcellona | 400 m piani B1  | Argento    | 52"94       |      |
| 1992 | Giochi paralimpici | Barcellona | 800 m piani B1  | Oro        | 2'04"67     |      |
| 1996 | Giochi paralimpici | Atlanta    | 400 m piani T10 | Semifinale | 56"81       |      |
| 1996 | Giochi paralimpici | Atlanta    | 800 m piani T10 | Semifinale | 2'07"30     |      |